# Celebrity Sex Tape
Pour plus de détails, voir Fiche technique et Distribution.
Celebrity Sex Tape est une comédie érotique réalisée par Scott Wheeler et produite par The Asylum, sortie en 2013.

## Synopsis
Lorsqu’un groupe de nerds divulgue la sextape d’une célébrité déchue, la publicité relance la carrière de l’actrice. Toutes les autres starlettes que Hollywood a rejetées veulent jouer dans la prochaine « production » des gars.

## Distribution
- Jack Cullison : Ross Gans
- Jonathan Brett : Ed
- Colbert Alembert : Marcus
- Howard Cai : Kwan[1]
- Andre Meadows : Doug
- Julie Barzman : Kim
- Alex Arleo : Delaney
- Jenny Lin : Gina
- Ed Callison : Buck Hollister
- Diana Terranova : Lexa
- Amanda Ward : Mellony Adams
- Alex Zanger : Duncan
- James E. Hurd Jr. : Danny Silver
- Emily Addison : Emily
- Piper Major : Meg
- Jamie Bernadette : Hot Goth Chick
- Anthony M. Bertram : Benny
- Ian Roberts : Bronco
- Maura Murphy : Mandy
- Phillip Andre Botello : Scarface
- Frankie Cullen : Crispy
- Sarah Agor : Jeanette
- Mark Ofuji : le père de Kwan
- Simon Peter Deveer : Seanvius
- Calvin C. Winbush : Maurice - Security Guard
- Adolfo Jimenez : Reno Whilshire
- Cristina Sasso : Tish
- Christine Nguyen : Jillian Baines
- Faith De Guzman : Mary
- Evelyn Danford : Hannah
- Xango Henry : Darell
- Angelica Cassidy : Jen
- Angie Stevenson : Anna Williams
- Erika Jordan : Debbie Ballard
- Jenny Star Shackleton : Samantha
- Brooklynne James : Candy
- Kylee Nash : Brandy
- Katie Wilson : Megan
- Anastasia Savko : Leslie
- Luigi Ventura : Pepe
- Hanna Haze : Tina Torrence
- Amy Lindsay : Shelby Jones[2]

## Sortie
Le film est sorti directement en DVD le 14 février 2012 (en anglais et allemand) et le 27 septembre 2012 en français.

## Accueil

### Réception critique
Sur Rotten Tomatoes, le film a un score de 23%